# Charles-François de Flahaut de La Billarderie
 (août 2013).
Si vous disposez d'ouvrages ou d'articles de référence ou si vous connaissez des sites web de qualité traitant du thème abordé ici, merci de compléter l'article en donnant les références utiles à sa vérifiabilité et en les liant à la section « Notes et références ».
Pour les articles homonymes, voir Flahaut.
Charles-François de Flahaut, comte de la Billarderie, fils de Charles-César de Flahaut, lui-même marquis de la Billarderie, né en 1728, est l'époux de l'écrivain Adélaïde-Marie-Émilie Filleul (1761-1836). Il est guillotiné en 1793.

## Biographie
Issu de la noblesse française, Charles-François de Flahaut de la Billarderie termine sa carrière comme maréchal de camp au service des armées du roi.
Veuf d'un premier mariage avec Françoise-Louise Poisson, (1724-1765), la sœur de la marquise de Pompadour, il rencontre chez madame de Marigny la très jeune orpheline Adélaïde-Marie-Émilie Filleul, à peine âgée de 18 ans.
Charles-François de Flahaut, alors âgé de 53 ans, conclut un mariage convenu et surtout assuré d’intérêt, le 30 novembre 1779, avec la future femme de lettres Adélaïde de Flahaut (1761-1836). Il est le père « officiel » de Charles Auguste Joseph de Flahaut, né le 21 avril 1785 — les pères potentiels de l'enfant sont William Windham (1750-1810), parlementaire britannique rencontré en 1781, et surtout Talleyrand (1754-1838).
Arrêté durant la Terreur, il s'évade avec la complicité de son avocat, avant de se réfugier à Boulogne. Laissant sa femme partir pour l'Angleterre, il se rend aux révolutionnaires pour éviter la mort à son avocat. Il est guillotiné en 1793.